# 中川鶴太郎
中川 鶴太郎（なかがわ つるたろう、1919年7月11日-1992年10月9日）は、日本の化学者。
岐阜生まれ。1942年東京帝国大学理学部化学科卒業。赤松秀雄に師事。1952年理学博士。東京大学理学部化学科助教授、北海道大学理学部助教授、教授、1983年定年退官、名誉教授、札幌学院大学教授。富士通国際社会情報科学研究所主任研究員。

## 著書
- 『レオロジー』岩波全書 1960
- 『流れる固体』村田道紀絵 岩波書店 1975
- 『私の科学方法序説』蒼樹書房 1978
- 『氷・水・水じょう気』村田道紀絵 岩波書店 算数と理科の本 1980
- 『ゴム物語』大月書店 科学全書 1984
- 『ラヴォアジエ』清水書院 Century books 人と思想 1991

### 共著
- 『レオロジーとは何か』神戸博太郎共著 みすず書房 1956
- 『レオロジー』神戸博太郎共著 みすず書房 1959

## 論文
- <中川鶴太郎